# Estonia en los Juegos Europeos de Bakú 2015
Estonia participó en los Juegos Europeos de Bakú 2015 con una delegación de 59 deportistas. Responsable del equipo nacional fue el Comité Olímpico Estonio, así como las federaciones deportivas nacionales de cada deporte con participación.
El portador de la bandera en la ceremonia de apertura fue el luchador Heiki Nabi.

## Medallistas
El equipo de Estonia obtuvo las siguientes medallas:
| Nombre                                                  | Deporte            | Competición          |
| ------------------------------------------------------- | ------------------ | -------------------- |
| Oro                                                     |                    |                      |
| —                                                       |                    |                      |
| Plata                                                   |                    |                      |
| Katrina Lehis Erika Kirpu Irina Embrich Julia Beljajeva | Esgrima            | Espada por equipos F |
| Bronce                                                  |                    |                      |
| Erika Kirpu                                             | Esgrima            | Espada ind. F        |
| Heiki Nabi                                              | Lucha grecorromana | 130 kg M             |